# Daniel Freund
Daniel Freund (Aachen, 1984. október 14. –) német politikus, az Európai Parlamentben a Zöldek/Európai Szabad Szövetségének tagja ahova a németországi a A Szövetség ’90/Zöldek listáján jutott be 2019-ben.

## Fiatalkora és egyetemi évek
Freund Németországban született, az egyetemi alapképzést politikatudományban, gazdaságtanban és jogban végezte a Lipcsei Egyetemen. Ezt követően a mester-képzést közügyekben folytatta a Párizsi Politikai Tanulmányok Intézeteben. Magiszteri évei folyamán tanulmányiútban vett részt a Washingtoni Egyetem George Elliott tagozatán. Egyetemi éveik alatt, Freund és évfolyamtársai European Daily néven alapítottak újságot, amiért később az Európai Ifjúsági Nagy Károly díjra jelölték őket.

## Korai karrier
Freund gyakornokként kezdte a Német Szövetségi Külügyminisztériumban és az Európai Unió hongkongi küldöttségében. Később a Deloitte-nál konzultánsként alkalmazták. 2013 és 2014 közt Brüsszelben, Gerald Hafner Európa-parlamenti képviselő irodájában dolgozott. 2014 júliusa és 2019 májusa közt a Transparency International brüsszeli irodájában tevékenykedett, az EU érdekképviselet nagyköveteként.

## Politikai karrier

### Kezdetek
Freund 2005-ben a Szövetség ’90/Zöldek párthoz csatlakozott. 2013-tól 2019-ig a párt európai ügyekkel foglalkozó bizottságságában tevékenykedett, mint választott tag és később, mint bizottsági társszóvivő.

### Európa-parlamenti képviselői évek, 2019-től máig
A Szövetség ’90/Zöldek lipcsei 2008 novemberében tartott szövetségi kongresszusán Freundot a 20-ik helyre jelölték a párt Európa Parlamenti listáján. A párt, a Zöldek/Európai Szabad Szövetség EP-párt tagjaként, a németországi szavazatok 20,05% százalékát vitte el, ami 21 helyet jelentett az Európai Parlamentben a 96 német mandátumból.
Freund mind a Költségvetési Ellenőrző- és az Alkotmányügyi Bizottságoknak is tagja. Ebben a tisztségében, saját parlamenti csoportjában, egy 2020-as tervnek a referense, ami az EU-s tagállamok uniós pénzekhez való hozzáférését a jogállamisággal kötné össze.
Az Alkotmányügyi Bizottságban, Freund a Zöldek/Európai Szabad Szövetség koordinátora, és a Jövő Európájáért Konferencia munkacsoportjának tagja. Ezek mellett, a politikus egy független etikai bizottság megalapításán dolgozik, ami EU-s intézményeken belüli összeférhetetlenséget követné nyomon és szankcionálná. Továbbá, a Közlekedési és Idegenforgalmi Bizottság póttagja.
A bizottsági megbízatásai mellett, Freund az Európai Parlament EU-Montenegró Stabilizációs és Társulási bizottság delegációjának tagja; az Európai Parlament Anti-korrupciós képviselőcsoportjának társelnöke (Roberta Metsola mellett), és ugyanazon intézmény LMBT-jogi képviselőcsoportjának tagja.
1. ↑  Members of the European Parliament. Az Európai Parlament képviselői